# 肯塔基州上校
肯塔基州上校（Kentucky Colonel）是肯塔基州政府所能授予的最高级荣誉头衔。获颁该头衔的标准是：有公民身份；年满18周岁；达成值得关注的成就；为社会作出贡献；做出非凡举动或为社区、州或国家提供出色服务。肯塔基州州长代表州政府将头衔和一份“肯塔基上校委任状”（Kentucky Colonel Commission，即荣誉头衔证书）授予满足获颁条件的个人，后者由此可给自己姓名加上荣誉前缀。州长会先发布專利特許證，接着将荣誉头衔和一份上校委任状授予获颁者。